# Station Lysaker
Station Lysaker is een station in  Lysaker in de gemeente Bærum  in  Noorwegen. Het station ligt aan Drammenbanen en Askerbanen. Tussen 2006 en 2009 is het station ingrijpend herbouwd, waarbij het aantal sporen is verdubbeld van 2 naar 4. 